# ヒゲブトグンバイ
ヒゲブトグンバイ Copium japonicum はグンバイムシ科の昆虫の1つ。シソ科植物の花に虫瘤を作り、その中にすむという変わった性質がある。

## 特徴

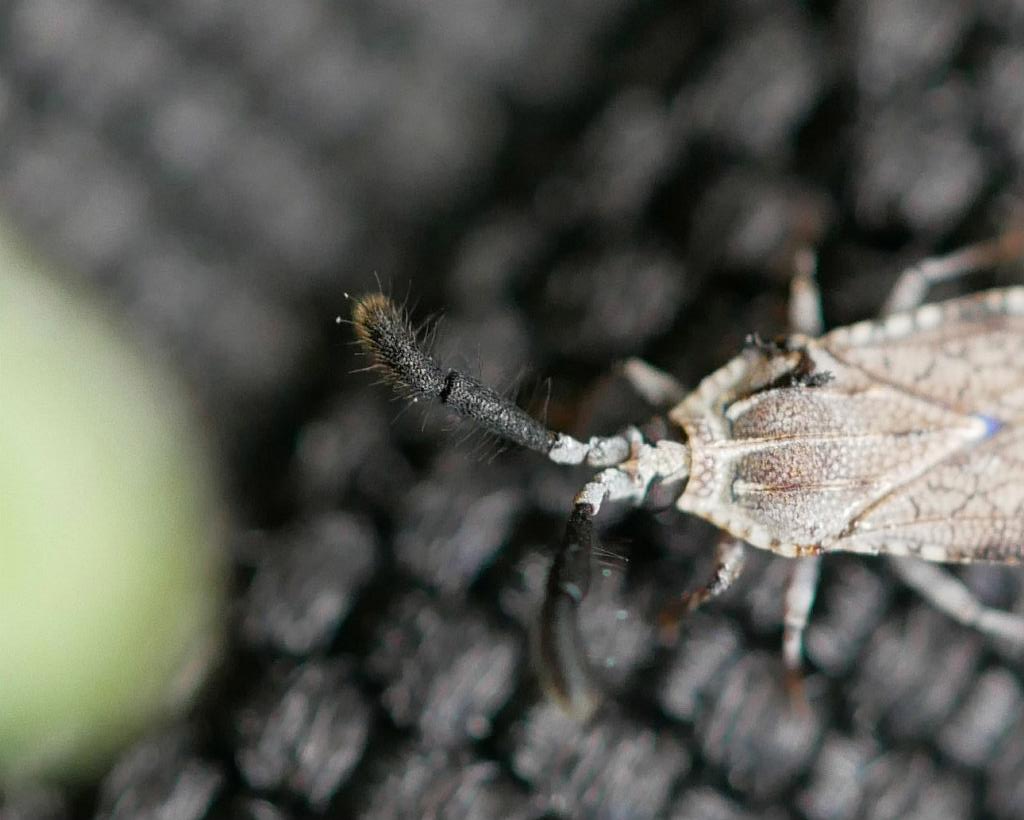
体前半部

体長四mm程度の昆虫。全体に暗褐色だが色が淡い個体もある。頭部は黒(淡色の個体では褐色)で、複眼の後方に一対の細い突起がある。複眼は球形で黒。触角は非常に太くて黒くなっており(淡色の個体では基部の2節は褐色)、第1，第2節は短くて太く、第3，第4節は特別に太くて長い上に長い毛を密生し、かなり目を惹く形となっている。前胸背はその中央が後ろ向きに長く伸び、中央には縦向きの隆起があり、これは前胸背の前端から後端にまで続いている。その隆起の両側には側隆起があって中央隆起とほぼ並行に伸びているが、前では前方の縁にまでは達していない。また両側の縁には1列、細かな網目模様がある。前翅はおおよそ暗褐色で外側の縁、前縁部には翅脈の作る網目が1-2列並び、翅脈には色の濃い部分と薄い部分が入り交じる。前縁部の内側にある亜周縁部には網目が3列、それより内側の部分は幅広くて亜周縁部と同じ大きさの、つまり細かめの網目が並んでいる。体の下面は黒褐色で、歩脚はそれより一回り濃い色となっているが、淡色の個体ではいずれも淡褐色になっている。

## 生態など
宿主植物としてはイヌコウジュ、シモバシラ、ニガクサ、ツルニガクサなどがあり、本種はこれらの植物の蕾に幼虫が寄生し、袋状の虫瘤を作らせ、その中で成長する。餌になる植物は東日本ではニガクサに、西日本ではシモバシラに多い傾向がある。ちなみに虫えいとしての名はニガクサツボミフクレフシ、ニガクサノハナビラフシ、シモバシラツボミフシなどである。これらの植物は穂状の花序をつけるものであるが、虫瘤は1つの花穂に数個出来るのが普通で、しかし時に一株の花のほとんどが虫瘤になる例があり、かなり異様な姿になる。
生活史としては年1化性で成虫越冬する。越冬した成虫は4月頃から活動を始める。その交尾や産卵に関してはまだ知られていないが、ヨーロッパの同属種の観察では宿主植物の若い蕾に対して外側から産卵することが知られる。グンバイムシの卵は一般にバナナ型で一方の端に蓋があり、それを葉裏から植物組織内に埋め込む形で産卵し、雌は蓋のない方を先に産みだすために孵化した幼生は葉裏に出てくる。ところがこの種では蕾の外から蓋のある方を先に雌が産卵するために、孵化した幼虫は必ず蕾の中に出るという。幼虫が蕾の中に入ると宿主植物の花冠は袋状、あるいは巾着状に肥大し、直径は約10mmほどになる。幼虫の期間は5齢とされる。袋の口は内部の昆虫が未熟な内は閉じているが、成熟すると花弁の間に隙間を生じ、成虫は脱出することが出来る。成虫は虫えい内で羽化し、その後しばらくはその中で過ごし、7-8月には外に出てくる。虫瘤の外での成虫は自由生活に入るが、この間の餌植物については知られていない。
なお、1つの虫瘤には1個体の幼虫だけが入っているのが通例であるが、シモバシラでの観察例では複数個体がいたという報告がある。ただしヨーロッパの同属で記録では必ず1個体であり、再検を要すという。

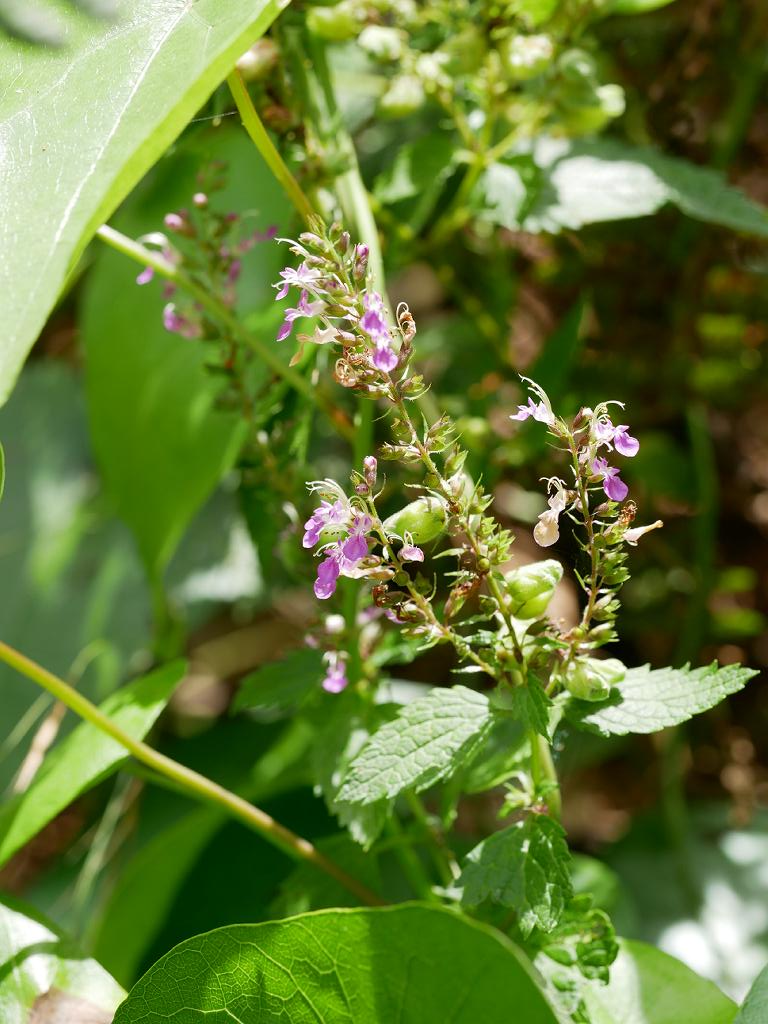
宿主のニガクサ 虫こぶが2つある
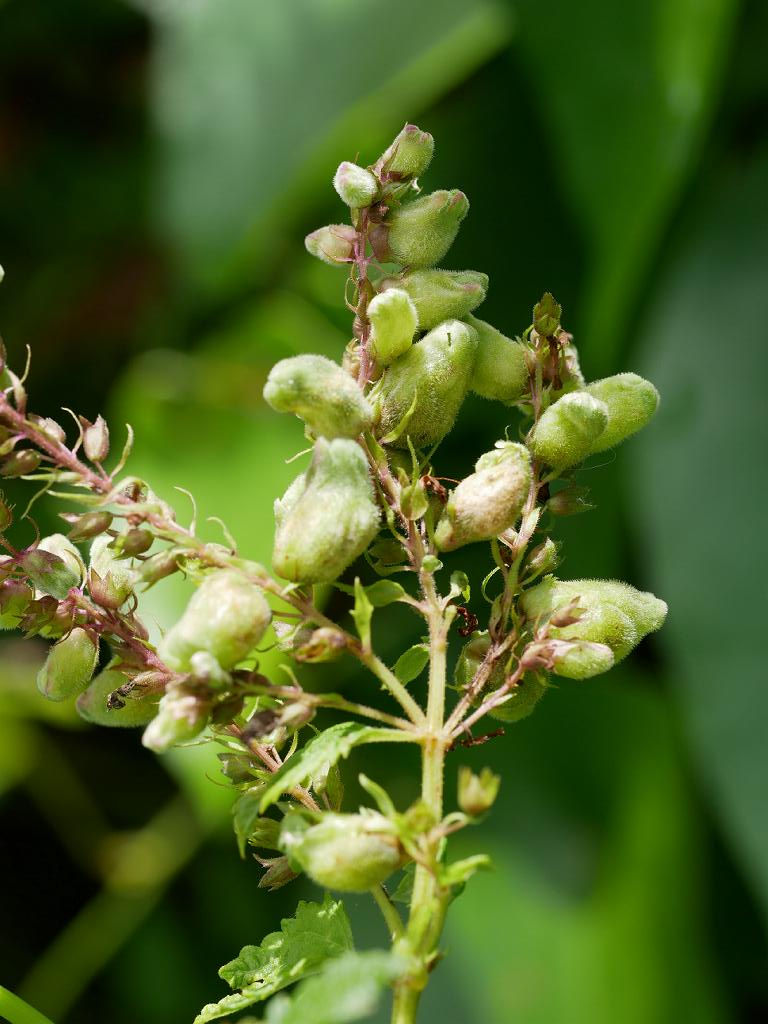
同・虫こぶだらけになった花穂
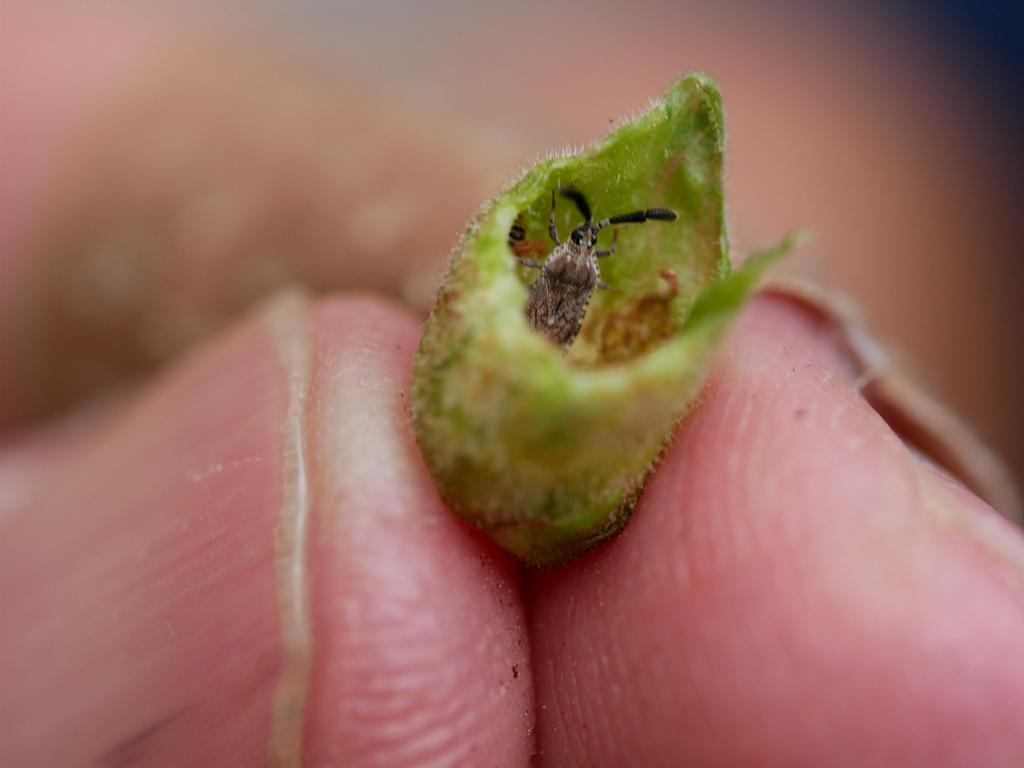
虫こぶ先端を破って中の虫を示す
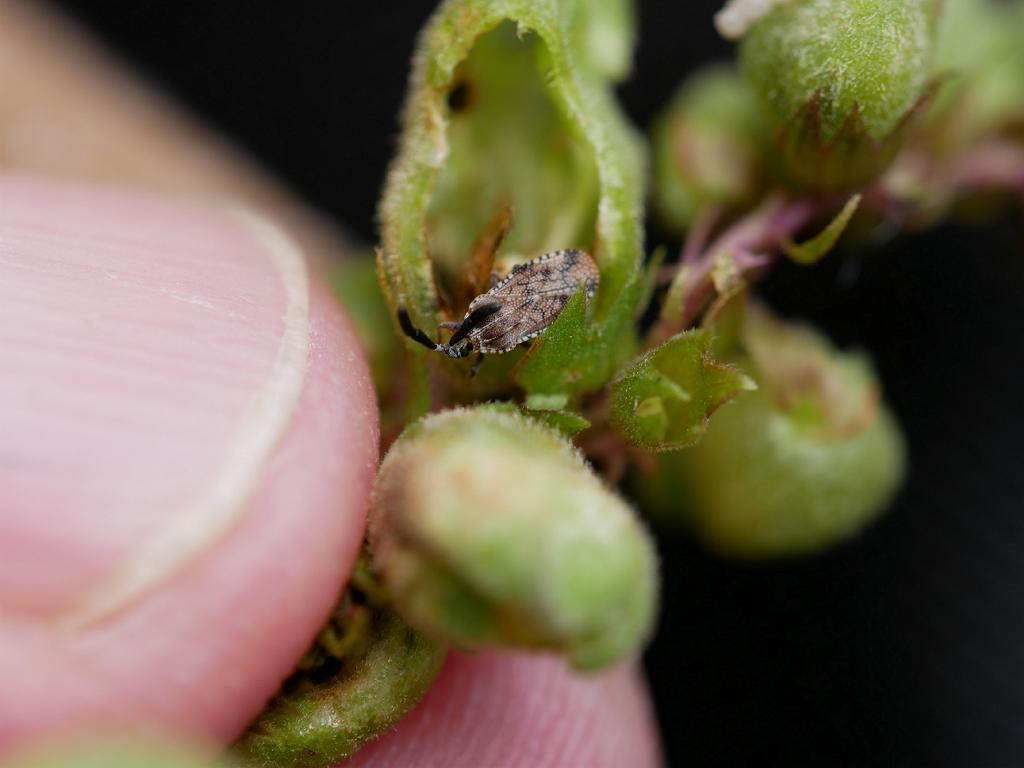
側面を破ったもの 内部の様子が見える

## 分布
日本では本州、四国、九州と対馬に産し、国外では台湾、朝鮮半島、中国南部から知られる。

## 類似種など
ヒゲブトグンバイ属は世界に5種のみが知られ、日本には本種のみがある。
グンバイムシ科の昆虫はすべて植食性で、ほとんどは宿主植物の葉の裏に住み、そこで吸汁して生活するもので、本種のように虫瘤を形成するものは珍しい。グンバイムシ科で虫瘤を作るものの多くは葉が変形して袋状になるもので、花が変形して袋になるタイプは少なく、日本では本種のみである。虫瘤を開くと虫が容易に見つかるので判別はたやすい。